# Galeazzo Sanvitale
Galeazzo Sanvitale (mort le 8 septembre 1622) est un prélat catholique romain, archevêque de Bari-Canosa de 1604 à 1606,.

## Biographie
Galeazzo Sanvitale est né à Parme, en Italie, en 1566. Le 15 mars 1604, il est nommé, sous le règne du pape Clément VIII, archevêque de Bari-Canosa,. Le 4 avril 1604, il est consacré évêque dans la chapelle de la sacristie apostolique, à Rome, par Girolamo Bernerio, cardinal-évêque d'Albano, avec Claudio Rangoni (it), évêque de Plaisance, et Giovanni Ambrogio Caccia, évêque de Castro del Lazio (en), en tant que co-consécrateurs. Il est archevêque de Bari-Canosa jusqu'à sa démission en 1606. Il meurt le 8 septembre 1622.

## Consécrations épiscopales
En tant qu'évêque, il a été le consécrateur (en) principal  de:
- Ludovico Ludovisi, Cardinal-prêtre de Santa Maria in Traspontina (1621). Grâce à la consécration épiscopale de Ludovico Ludovisi, Sanvitale s'inscrit dans la lignée épiscopale du pape François et de la plupart des autres évêques modernes.

Il est aussi le principal co-consécrateur (en) de:
- Francesco Simonetta (en), Évêque de Foligno (1606) ;
- Giovanni Linati (it), Évêque de Borgo San Donnino (1606) ;
- Lodovico Magio (en), Évêque de Lucera (1609) ;
- Eleuterio Albergone, Évêque de Montemarano (en) (1611) ;
- Pier Paolo Crescenzi, Cardinal-prêtre de Santi Nereo e Achilleo (1612) ;
- Andrea Giustiniani (en), Évêque d'Isola (en) (1614) ;
- Vitalianus Visconti Borromeo (en), Archevêque titulaire d'Andrinople-en-Hémimont (de) (1616) ;
- Vincenzo Landinelli (en), Évêque d'Albenga (1616) ;
- Carlo Carafa (it), Évêque d'Aversa (1616) ;
- Innico Siscara (en), Évêque d'Anglona-Tursi (1616) ;
- Niccolò Spinola, Évêque de Vintimille (1617) ;
- Miguel Angel Zaragoza Heredia, Évêque de Teano (en) (1617) ;
- Pasquale Grassi (en), Évêque de Chioggia (1619) ;
- Giovanni Battista Stella, Évêque de Bitonto (en) (1619) ;
- Alfonso Pozzi (it), Évêque de Borgo San Donnino (1620) ;
- Diofebo Farnese (it), Patriarche titulaire de Jérusalem (1621) ;
- Pietro Dini (en), Archevêque de Fermo (1621) ;
- Édouard Farnèse, Cardinal-diacre de Sant'Adriano al Foro (it) (1621) ;
- Aurelio Archinti (en), Évêque de Côme (1621) ;
- Giuseppe Acquaviva (en), Archevêque titulaire de Thèbes (de) (1621) ;
- Pierre François Maletti (en), Évêque de Nice (1622) ;
- Carlo Bovi (en), Évêque de Bagnoregio (1622) ;
- Marcantonio Gozzadini, Cardinal-prêtre de Sant'Eusebio (1622) ;
- Luigi Caetani, Patriarche titulaire d'Antioche (1622) ;
- Giovanni Pietro Volpi (it), Évêque auxiliaire de Novare (1622) ;
- Girolamo Tantucci, Évêque de Grosseto (1622).